# Teoria local de variables ocultes
En la interpretació de la mecànica quàntica, una teoria local de variables ocultes és una teoria de variables ocultes que satisfà la condició de ser coherent amb el realisme local. Això inclou tots els tipus de teoria que intenten explicar les característiques probabilístiques de la mecànica quàntica mitjançant el mecanisme de variables inaccessibles subjacents, amb el requisit addicional del realisme local que els esdeveniments llunyans siguin independents, descartant l'instantània (és a dir, més ràpid que la llum) interaccions entre esdeveniments separats.
Les implicacions matemàtiques d'una teoria local de variables ocultes pel que fa al fenomen de l'entrellat quàntic van ser explorades pel físic John Stewart Bell, que el 1964 va demostrar que classes àmplies de teories locals de variables ocultes no poden reproduir les correlacions entre els resultats de mesura que prediu la mecànica quàntica.. L'excepció més notable és el superdeterminisme. Les teories de variables ocultes superdeterministes poden ser locals i, tanmateix, ser compatibles amb les observacions.
El teorema de Bell comença amb la implicació del principi del realisme local, que els processos de mesura separats són independents. A partir d'aquesta premissa, la probabilitat d'una coincidència entre mesures separades de partícules amb propietats d'orientació correlacionades (per exemple, idèntiques o oposades) es pot escriure:

| {\displaystyle P(a,b)=\int d\lambda \cdot \rho (\lambda )\cdot p_{A}(a,\lambda )\cdot p_{B}(b,\lambda ),} | \| \| \| \| \| \| \| \| | (1) |
| |                         |     |
| |                         |     |
on {\displaystyle p_{A}(a,\lambda )} és la probabilitat de detecció de partícula {\displaystyle A} amb variable oculta {\displaystyle \lambda } per detector {\displaystyle A}, posat en direcció {\displaystyle a}, i de manera semblant {\displaystyle p_{B}(b,\lambda )} és la probabilitat al detector {\displaystyle B}, posat en direcció {\displaystyle b}, per partícula {\displaystyle B}, compartint el mateix valor de {\displaystyle \lambda }. Se suposa que la font produeix partícules a l'estat {\displaystyle \lambda } amb probabilitat {\displaystyle \rho (\lambda )}.
Utilitzant (1), es poden derivar diverses desigualtats de Bell, que proporcionen límits al possible comportament dels models locals de variables ocultes.
Quan John Stewart Bell va derivar originalment la seva desigualtat, va ser en relació amb parells de partícules espín-1/2 entrellaçades, detectant-se cadascuna de les emeses. Bell va demostrar que quan els detectors es giren entre si, els models realistes locals han de produir una corba de correlació limitada per una línia recta entre màxims (detectors alineats), mentre que la corba de correlació quàntica és una relació de cosinus. Les primeres proves de Bell no es van realitzar amb partícules d'espin 1/2, sinó amb fotons, que tenen espín 1. Una predicció clàssica de variables ocultes locals per als fotons, basada en les equacions de Maxwell, produeix una corba cosinus, però d'amplitud reduïda, de manera que la corba encara es troba dins dels límits de línia recta especificats a la desigualtat original de Bell.
El teorema de Bell suposa que els paràmetres de mesura són completament independents i, en principi, no estan determinats per l'univers en general. Si aquesta hipòtesi fos incorrecta, tal com es proposa en el superdeterminisme, les conclusions extretes del teorema de Bell podrien quedar invalidades. El teorema també es basa en mesures separades molt eficients i similars a l'espai. Aquests defectes generalment s'anomenen llacunes. L'any 2015 es va realitzar una verificació experimental sense llacunes d'una violació de la desigualtat de Bell.